# لويزينيو فييرا
لويزينيو فييرا (4 فبراير 1972 في البرازيل – )؛ هو لاعب كرة قدم سابق كان يلعب كلاعب وسط.

## وصلات خارجية
- لويزينيو فييرا على موقع رابطة كرة القدم اليابانية للمحترفين (اليابانية)
- لويزينيو فييرا على موقع Soccerway.com (الإنجليزية)
- لويزينيو فييرا على موقع عالم كرة القدم.نت (الإنجليزية)